# My Family
My Family (br Minha Família) é um filme norte-americano de 1995, do gênero drama, dirigido por Gregory Nava e estrelado por Jimmy Smits, Esai Morales e Edward James Olmos.
Primeiro papel importante de Jennifer Lopez, o filme é uma saga que atravessa três gerações de imigrantes mexicanos que passaram a viver em Los Angeles na década de 1920.

## Sinopse
Na Los Angeles da década de 1930, os mexicanos José e Maria Sánchez, imigrantes recentes, lutam para criar sua família. À medida que os dois envelhecem, o foco muda para o filho Jimmy, que começa sua própria família nos anos 1960.

## Principais premiações
| Patrocinador                                  | Prêmio | Categoria                                                                     | Situação                                                |
| --------------------------------------------- | ------ | ----------------------------------------------------------------------------- | ------------------------------------------------------- |
| Academia de Artes e Ciências Cinematográficas | Oscar  | Melhor Maquiagem e Penteados                                                  | Indicado[carece de fontes?]                             |
| Film Independent                              | Spirit | Melhor Ator Principal (Jimmy Smits) Melhor Atriz Coadjuvante (Jennifer Lopez) | Indicado[carece de fontes?] Indicado[carece de fontes?] |

## Elenco
| Ator/Atriz           | Personagem    |
| -------------------- | ------------- |
| Jimmy Smits          | Jimmy Sánchez |
| Esai Morales         | Chucho        |
| Edward James Olmos   | Paco          |
| Eduardo Lopez Rojas  | José Sánchez  |
| Jenny Gago           | Maria Sánchez |
| Elpidia Carrillo     | Isabel Magana |
| Lupe Ontiveros       | Irene Sánchez |
| Jacob Vargas         | Jovem José    |
| Jennifer Lopez       | Jovem Maria   |
| Maria Canals Barrera | Jovem Irene   |